# فوستر مورو
فوستر مورو (بالإنجليزية: Foster Moreau)‏ هو لاعب كرة قدم أمريكية أمريكي، ولد في 6 مايو 1997 في نيو أورلينز في الولايات المتحدة.

## وصلات خارجية
- فوستر مورو على موقع مرجع كرة القدم المحترفة.كوم (الإنجليزية)